# Парад на Красной площади 9 мая 2005 года

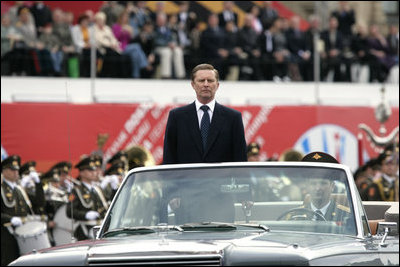
Сергей Борисович Иванов на параде 9 мая 2005

Парад на Красной площади 9 мая 2005 года прошёл в День Победы, в ознаменование шестидесятой годовщины победы над Германией в Великой Отечественной войне. Начало парада — 10:00, завершение — 10:57. Парад состоял из двух частей: исторической и современной. Кульминацией парада стал проезд 2600 ветеранов.
Во время парада военная техника использовалась ограниченно.
Командовал парадом командующий Московским военным округом — генерал армии Иван Иванович Ефремов, принимал парад министр обороны России — Сергей Борисович Иванов.
Именно начиная с этого парада Мавзолей Ленина, на фоне которого правительство до этого принимало парад, стали задрапировывать фанерными щитами.

## Представленные войска
- Вооружённые Силы Российской Федерации
- Войска Пограничной службы ФСБ России
- Войска гражданской обороны МЧС России
- Внутренние войска МВД России
- Военные академии и военные училища
- Прочие силовые ведомства

## Состав участников и военная техника

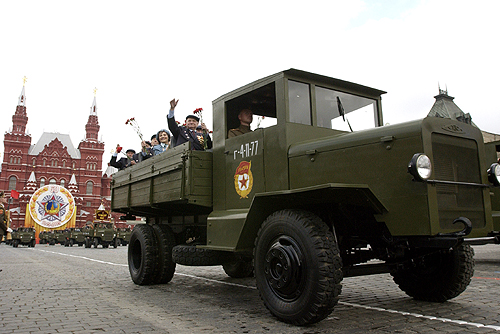
Автомобили ЗИЛ, стилизованные под ЗиС-5В

Участниками парада стали свыше 4 тысяч участников войны и более 7 тысяч военнослужащих.
Историческую часть парада открыла знамённая рота, пронёсшая Боевые знамёна 60 частей и соединений, прославившихся в годы Великой Отечественной войны. Далее шли роты пехоты, бронетанковых войск, ВМФ, эскадрон кавалерии, рота инженерно-саперного обеспечения с собаками-миноискателями, экипированные в форму и с оружием Великой Отечественной.
Под штандартами фронтов проследовали 2600 ветеранов на 130 автомобилях, стилизованных под «трёхтонки» и изготовленных на автозаводе ЗИЛ.
В параде принимали участие ветераны боевых действиях в Афганистане и контртеррористической операции в Чечне. Многие из участников парада награждены государственными наградами.

### Порядок следования наземной части
Историческая часть:
- Знамённая рота
- Роты пехоты, бронетанковых войск, артиллеристы, ВВС, военные инженеры с собаками-миноискателями, ВМФ, эскадрон кавалерии
- Ветераны на автомобилях

Современная часть:
- Общевойсковая академия Вооружённых Сил Российской Федерации
- Военная академия Ракетных Войск Стратегического Назначения имени Петра Великого
- Военный университет Министерства обороны Российской Федерации
- Военно-инженерная академия имени В. В. Куйбышева
- Военный университет радиационной, химической и биологической защиты
- Военно-воздушная инженерная академия имени Н. Е. Жуковского
- Военно-воздушная академия имени Ю. А. Гагарина
- Московский военный институт радиоэлектроники космических войск имени Маршала Советского Союза С. К. Тимошенко
- Балтийский военно-морской институт имени адмирала Ф. Ф. Ушакова
- Полк морской пехоты ВМФ
- Академия гражданской защиты МЧС России
- Рязанский институт Воздушно-десантных войск имени генерала армии Маргелова В. Ф.
- Парашютно-десантный полк ВДВ
- Московский пограничный институт ФСБ России
- Полк внутренних войск МВД России
- Московское суворовское военное училище
- Санкт-Петербургское Нахимовское военно-морское училище
- Московское высшее военное командное училище
- Сводный оркестр Московского гарнизона.

### Авиационная часть парада
Военно-воздушные силы России завершили парад пролётом над Красной площадью 4 истребителей МиГ-29 группы «Стрижи» и 5 истребителей Су-27 группы «Русские витязи», на 30-секундном интервале от них прошла тройка штурмовиков Су-25.

## Гости
В торжествах принимали участие: 
- Экс-король Румынии Михай I
- Президент США Джордж Буш
- Канцлер ФРГ Герхард Шредер
- Президент Франции Жак Ширак

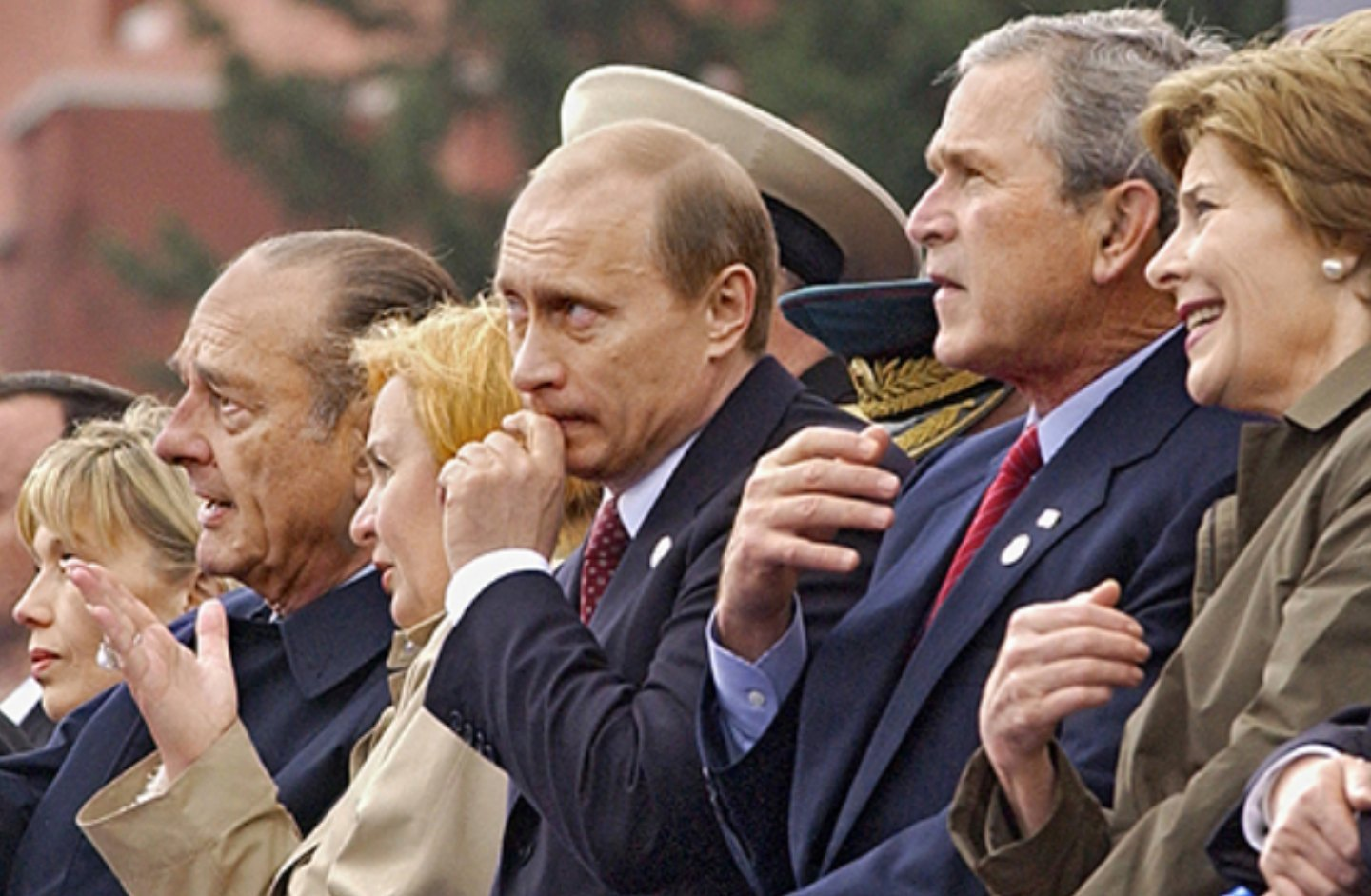
Жак Ширак, Людмила Путина, Владимир Путин, Джордж Буш-младший и Лора Буш. Москва, парад 9 мая 2005 г.

- Премьер-министр Японии Дзюнъитиро Коидзуми
- Председатель КНР Ху Цзиньтао
- Президент Южной Кореи Но Му Хён
- Премьер-министр Индии Манмохан Сингх
- Премьер-министр Италии Сильвио Берлускони
- Президент Сербии и Черногории Светозар Марович
- Вице-премьер Великобритании Джон Прескотт
- Президент Латвии Вике-Фрейберга
- Лидеры стран СНГ, в том числе президенты Азербайджана, Армении, Узбекистана, Казахстана, Украины, Таджикистана и и. о. президента Кыргызстана,
- Высшие международные чиновники: 
  - Председатель комиссии Европейских Сообществ Жозе Мануэл Баррозу
  - Генеральный секретарь ООН Кофи Аннан
  - Генеральный директор ЮНЕСКО Коитиро Мацуура
  - Бывшие президенты Польши и Кипра генерал Войцех Ярузельский и Главкос Клиридис.[2]

Отказались от приглашения:
- Президент Эстонии Арнольд Рюйтель
- Президент Литвы Валдас Адамкус
- Президент Грузии Михаил Саакашвили.

Премьер-министр Великобритании Тони Блэр не смог присутствовать из-за чрезвычайной занятости.
Канцлер Германии Герхард Шредер привез с собой группу ветеранов Вермахта, к которым после военного парада на Красной площади подошел лично Владимир Путин. А сам Шрёдер позднее посетил Люблинское кладбище, где захоронены останки немцев, погибших в советском плену. Также со своими ветеранами прибыл и премьер-министр Италии Сильвио Берлускони.

## СМИ
Для работы журналистов в концертном зале «Россия» был подготовлен международный пресс-центр Победы, по масштабам сравнимый с пресс-центром  для празднования 300-летия Санкт-Петербурга.

## Парады в других городах
Парады Победы были проведены в большинстве крупных городов России. Парады с участием военной техники прошли в четырёх городах России — Москве, Екатеринбурге, Красноярске и Хабаровске, причём в Москве и Красноярске также участвовала авиация.
- В Санкт-Петербурге парад прошёл на Дворцовой площади. В церемонии приняли участие 4 тысячи человек.[6]
- В Екатеринбурге парад прошёл на Площади 1905 года. В нём приняли участие более 3 тысяч человек. Впервые с 1995 года в нём участвовала военная техника — танки Т-72, самоходные артиллерийские установки, бронетранспортёры, зенитно-ракетные комплексы — всего более 60 единиц[7]
- В Волгограде, Краснодаре, Новосибирске, Ростове-на-Дону в параде приняли участие ветераны войны.[6]